# Левандовский, Михаил Карлович
Михаи́л Ка́рлович Левандо́вский (3 [15] мая 1890, Тифлис — 29 июля 1938, Москва) — советский военный деятель, командарм 2-го ранга (1935).

## Молодые годы
Родился в семье обрусевшего польского крестьянина. Отец был призван в Российскую армию, на срочную службу, после её окончания остался унтер-офицером на сверхсрочной службе. Мать — русская. В 1892 году отец скончался от жёлтой лихорадки. Через несколько лет мать вновь вышла замуж за терского казака и семья переехала на его родину в станицу Николаевская Сунженского отдела Терского казачьего войска. Там окончил трёхлетнюю церковно-приходскую школу. Позднее семья переехала в Грозный, где отец стал работать кочегаром на нефтеперегонном заводе. Михаил работал масленщиком на том же заводе, затем рассыльным в почтовой конторе, учеником наборщика в типографии. Окончил Грозненское городское четырёхлетнее училище и Грозненское реальное училище.
В 1910 году как выходец из казачьей семьи сумел поступить в Владимирское военное училище, окончив его в 1912 году. Служил в 202-м Горийском пехотном полку, расквартированном в Кутаисе, младший офицер пулемётной команды полка.
С 1914 года — на фронтах Первой мировой войны. Участвовал в боевых действиях в Восточной Пруссии, в Галиции, под Варшавой. Повышен в должности до командира пулемётной роты, награждён пятью боевыми наградами. В марте 1915 года подпоручик Левандовский награждён орденом святого Владимира 4-й степени с мечами и бантом. В декабре 1915 года поручик Левандовский награждён орденом святого Станислава 3-й степени с мечами и бантом. В боях был дважды контужен, во второй раз — тяжело. После выздоровления зачислен в Тифлисскую школу прапорщиков курсовым командиром и преподавателем военного дела. С марта 1916 года служил в 1-м броневом автомобильном дивизионе в Петрограде — начальник отделения, начальник отдела. Воинское звание — штабс-капитан (1916). В сентябре 1916 года штабс-капитан Левандовский награждён орденом святого Станислава 2-й степени с мечами.
Проходя службу в Петрограде, оказался вовлечённым в революционные события 1917 года, в том числе участвовал в подавлении Корниловского выступления. Стал командиром броневого дивизиона. Сразу после Октябрьской переворота участвовал в подавлении выступления Керенского — Краснова. С началом демобилизации русской армии в январе 1918 года вернулся к семье в Грозный.

## Гражданская война
В условиях фактического безвластия, разгула бандитизма и непрекращающихся чеченских налётов на Грозный — вступил в роту рабочей самообороны Грозненского нефтеперегонного завода. Вскоре на собрании бойцов роты был избран её командиром. С марта 1918 года — ответственный организатор Красной Гвардии в Грозном, а также военный комиссар Грозного и Владикавказа. С мая 1918 года — народный комиссар по военным делам Терской Советской Республики. Находясь во Владикавказе на съезде горских народов, оказался застигнут белогвардейским мятежом. Возглавил оборону здания, где размещались часть делегатов съезда и штаб местного гарнизона. Трое суток отбивал атаки белых казаков, затем с боем прорвался из окружения и привёл отряд в Беслан. Оттуда во главе красногвардейских сил начал наступление на Владикавказ и выбил мятежников из города 11 августа 1918 года. В 1918 году близко познакомился с Г. К. Орджоникидзе и в дальнейшем стал его надёжным соратником. В начале 1918 года вступил в партию эсеров-максималистов.
В августе 1918 года зачислен в Красную Армию и назначен командующим Владикавказско-Грозненской группы войск. В боевых действиях на Северном Кавказе, главной особенностью которых была почти полная изоляция красных войск от остальной территории РСФСР, проявил себя умелым командиром, способным активно действовать против превосходящего по численности противника, мастером обходных манёвров, умеющим пользоваться разобщенностью вражеских сил. С декабря 1918 года — начальник оперативного отдела 11-й армии Южного фронта (Северный Кавказ). С января 1919 года — командующий войсками 11-й армии РККА. К тому времени положение красных войск на Северном Кавказе стало полностью безнадёжным, войскам А. И. Деникина и Бичерахова удалось лишить их последних путей снабжения и выбить из крупных промышленных центров. В этой обстановке организовал поход остатков армии на Астрахань, в начале похода заболел тифом и доставлен в Астрахань без сознания.
После выздоровления принял участие в обороне Астрахани, в марте 1919 года был начальником Западного боевого участка Кавказско-Каспийского фронта, командиром 1-й особой кавалерийской дивизии — с 13 февраля 1919 года по 20 марта 1919 года, с апреля 1919 года — командиром 7-й кавалерийской дивизии. С мая 1919 — начальник 33-й стрелковой дивизии, которую сам же сформировал в Астрахани, во главе её переброшен на Дон, участвовал в боях против войск Деникина, Мамонтова и восставших донских казаков. Отличился при освобождении Донбасса и в боях за Ростов-на-Дону в начале 1920 года. С марта 1920 года — командующий вновь сформированной 11-й армией, во главе её вёл наступательные операции по уничтожению последних группировок деникинской армии на Северном Кавказе. В апреле-мае 1920 года провёл операцию по захвату Азербайджана и свержению мусаватистского правительства. С июля 1920 года по май 1921 года (с перерывами) — командующий 9-й армией, во главе которой отличился при уничтожении Улагаевского десанта, а также в советско-грузинской войне. Одновременно в октябре 1920 — январе 1921 — командующий Терской группой войск, с января по март 1921 — Терско-Дагестанской группой войск. Руководил подавлением антисоветского восстания в Дагестане. В марте — апреле 1921 — командующий 10-й Терско-Дагестанской армией Кавказского фронта. Член РКП(б) с 1920 года.

## Послевоенное время

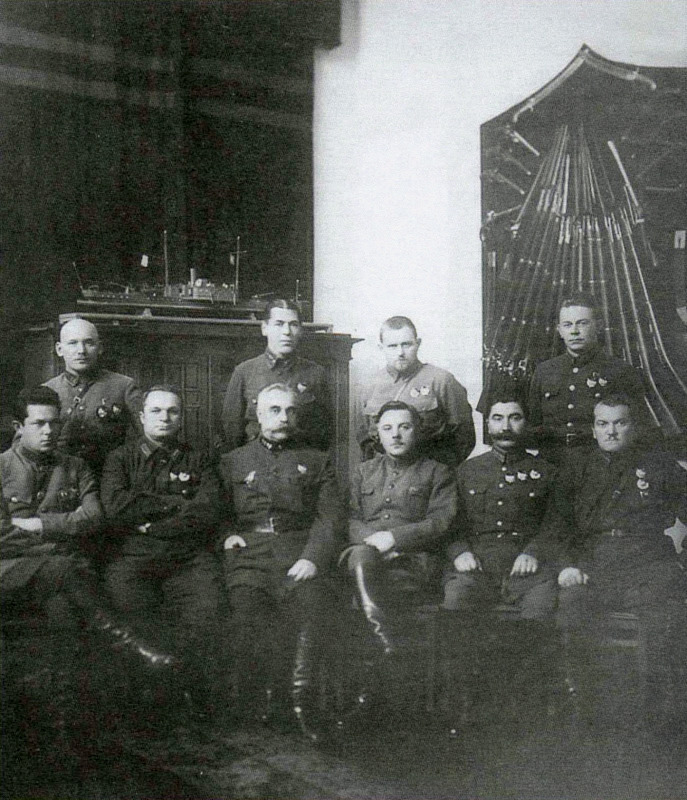
Члены Реввоенсовета СССР. Первый ряд (слева направо): И. Э. Якир, А. И. Егоров, С. С. Каменев, К. Е. Ворошилов, С. М. Буденный, М. К. Левандовский; второй ряд (стоят): К. А. Авксентьевский, Б. М. Шапошников, И. П. Белов, И. П. Уборевич.
Декабрь 1927

В июле — сентябре 1921 года — губернский военный комиссар Тамбовской губернии. С сентября 1921 года — помощник, затем заместитель командующего войсками Северо-Кавказского военного округа. В 1923 году получил тяжёлые травмы в автомобильной катастрофе, осложнённые начавшимся заражением крови, долгое время лечился. С декабря 1923 года был помощником командующего Вооружёнными силами Украины и Крыма. С апреля 1924 года по ноябрь 1925 года — командующий войсками и член Реввоенсовета Туркестанского фронта, руководил борьбой с басмачеством на всей территории Средней Азии.
С ноября 1925 года — командующий войсками Кавказской Краснознамённой армии. С марта 1928 года одновременно уполномоченный народного комиссара по военным и морским делам СССР при Совете народных комиссаров ЗСФСР. С октября 1928 года — начальник Главного управления РККА. С декабря 1929 года — командующий войсками Сибирского военного округа. В 1932—1933 годах по Рапалльскому договору стажировался в германском рейхсвере и был в числе последних командиров РККА, прошедших обучение в военно-учебных заведениях рейхсвера в Германии перед их отозванием из-за прихода нацистов к власти.
С ноября 1933 года — вторично назначен командующим войсками Кавказской Краснознамённой армии, а когда в июне 1935 года на её основе был сформирован Закавказский военный округ — стал его командующим. В 1935 году провёл первые в СССР крупномасштабные военные манёвры в условиях высокогорных районов.
С июня 1937 года — командующий Приморской группой войск особой Краснознамённой Дальневосточной армии. Член Военного совета при Народном комиссаре обороны СССР.
Член ЦИК СССР. Депутат Верховного Совета СССР 1-го созыва (1937—1938). Член Центрального комитета Коммунистической партии Грузии.

## Репрессии
23 февраля 1938 года арестован. Признал себя виновным в участии в антисоветском, троцкистском и военно-фашистском заговоре в РККА. 29 июля 1938 года приговорён Военной коллегией Верховного суда СССР к высшей мере наказания. Расстрелян в тот же день в Москве. Место захоронения: Коммунарка.
Определением Военной коллегии Верховного суда СССР от 28 апреля 1956 года реабилитирован (посмертно).

## Воинские чины и звания
- Подпоручик
- Поручик
- Штабс-капитан — 07.08.1916
- Командарм 2-го ранга — 20.11.1935[11]

## Награды
- Орден Ленина (22.03.1936)
- Орден Красного Знамени (19.10.1920)[12]
- Орден Красного Знамени Азербайджанской ССР (май 1921)
- Орден Трудового Красного Знамени Таджикской ССР (сентябрь 1930)
- Орден Святого Владимира 4-й степени с мечами и бантом (ВП 4.03.1915)
- Орден Святого Станислава 3-й степени с мечами и бантом (ВП 16.11.1915)
- Орден Святой Анны 3-й степени с мечами и бантом (ВП 7.05.1916)
- Орден Святого Станислава 2-й степени с мечами (ВП 19.09.1916)

## Память
- В честь Левандовского названы улицы во Владикавказе и Грозном.
- В 1982 году на здании средней школы № 13 (ул. Сафронова, 13) установили доску[13]:

В этом здании, в бывшем Пушкинском училище, учились герои Гражданской войны Н. Ф. Гикало и М. К. Левандовский. В период 100-дневных боёв здесь же проводил работу Центральный Совет рабочих военных депутатов г. Грозного.
- В 1982 году по адресу ул. Дзержинского, 6 установили мемориальную доску с надписью[14]:

На этом месте находилось первое Грозненское реальное училище, в котором обучались выдающиеся революционеры: руководитель грозненских большевиков Н. А. Анисимов и организатор Грозненской Красной армии М. К. Левандовский.